# Scrupocellaria uniseriata
Scrupocellaria uniseriata är en mossdjursart som beskrevs av Liu 1984. Scrupocellaria uniseriata ingår i släktet Scrupocellaria och familjen Candidae. Inga underarter finns listade i Catalogue of Life.